# اللهجة الآرامية التدمرية
اللهجة الآرامية التدمرية هي لهجة من لهجات اللغة الآرامية استخدمت في مدينة تدمر في سوريا في القرون الأولى ما بعد الميلاد و تصنف كإحدى اللغات الآرامية الغربية.
أدى تطور النماذج المكتوبة من اللغة الآرامية إلى ظهور الأبجدية التدمرية.

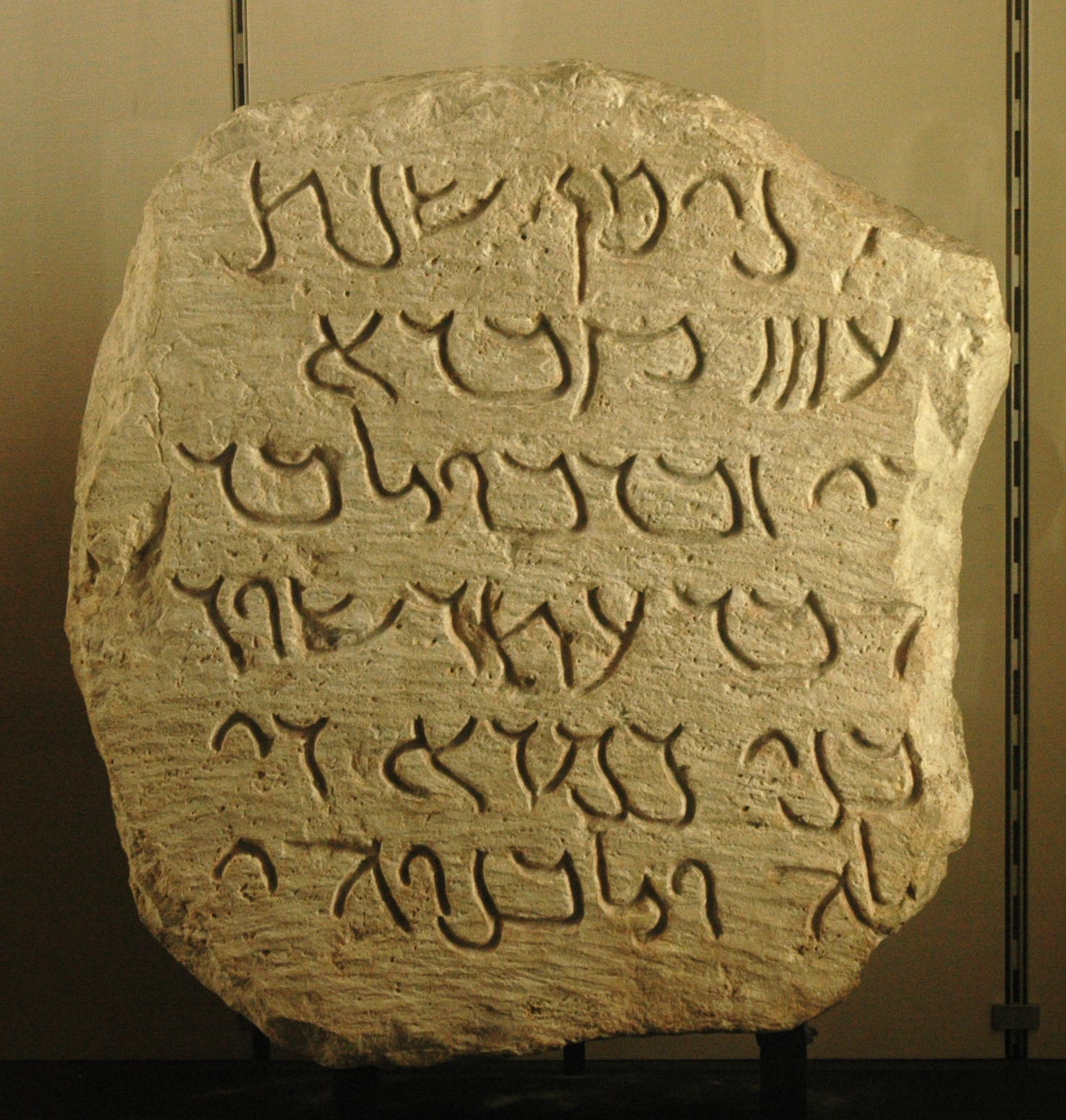
لوح حجري جنائزي من الخجر الجيري يعود إلى عام 4 قبل الميلاد. عثر عليه في تدمر بسوريا، ويحمل نقشا مكتوبا بالأبجدية التدمرية

استُخدمت قديمًا لهجات آرامية غربية أخرى شقيقة للتدمرية كاللهجة النبطية و اليهودية الآرامية. جدير بالذكر أن اللغة الأرامية الغربية مازالت محكية إلى يومنا هذا في قرى معلولا و بخعا و جبعدين السورية.